# Branimir Cipetić
Branimir Cipetić (Split, 24. svibnja 1995.) bosanskohercegovački je nogometaš. Igra na mjestu desnog beka i desnog krila za mađarski klub Kisvárda i Bosnu i Hercegovinu.

## Klupska karijera
Rodio se u Splitu. Otac mu je rodom iz Kostajnice pokraj Konjica, a majka iz Rame. Ponikao je u GOŠK-u iz Kaštel Gomilice. Prešao je u Hajduk i prošao je cijelu Hajdukovu školu nogometa. U španjolski Elche prešao je 2014. godine. Igrao je za španjolske niželigaše Alicante i Torrevieju, te za drugu momčad Eibara koja se pod imenom Vitoria natječe u Segundi B. 2019. godine prešao je u NK Široki Brijeg.

## Vanjske poveznice
- Profil, Transfermarkt